# Stotzia chrysophyllae
Stotzia chrysophyllae är en insektsart som först beskrevs av Filippo Silvestri 1915.  Stotzia chrysophyllae ingår i släktet Stotzia och familjen skålsköldlöss.
Artens utbredningsområde är Eritrea. Inga underarter finns listade i Catalogue of Life.